# Alaungpaya

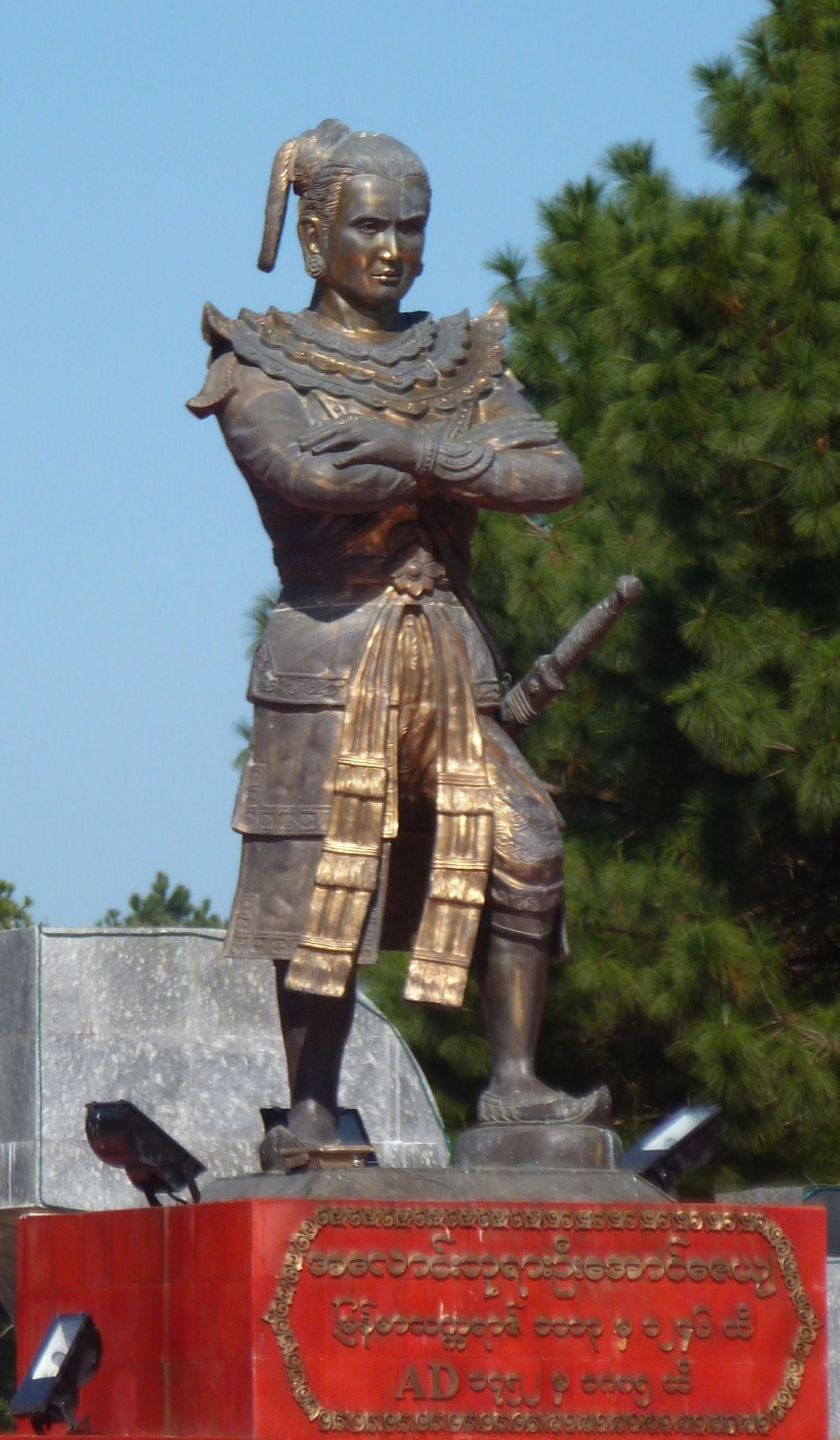
Statue von König Alaungpaya vor der Militärakademie in Pyin U Lwin

Alaungpaya (Birmanisch အလောင်းဘုရား, auch Alaung-hpaya, Alaungmintaya oder Alompra, Birmanisch အလောင်းမင်းတရား, „zukünftiger Buddhakönig“; * 24. September 1714 in Moksobo; † 11. Mai 1760) war ein birmanischer König und der Begründer der Konbaung-Dynastie (und damit des dritten birmanischen Reiches) im frühen 18. Jahrhundert, das bis zur vollständigen Annexion Birmas am 1. Januar 1886 durch die Engländer bestand.

## Biografie
Alaungpaya wurde als Aung Zeya („der Siegreiche“) in dem kleinen Dörfchen Moksobo, etwa 75 Kilometer nordwestlich von Ava, geboren und erhielt früh weitere Ehrentitel, wie zum Beispiel Yan Gyi Aung, Konbaung und Yadana Theinhka. Er war von geringer Geburt und stieg bis zum Anführer seines Dorfes auf, als er 1752 während der Invasion der Mon von Pegu die Gelegenheit zu höchsten Auszeichnungen erhielt. Das gesamte Land war den Eroberern zu Füßen gelegen, und die Führungspersönlichkeiten hatten das symbolische „Wasser der Treuepflicht“ (thissa yei thauk) genommen.
Alaungpaya war ein unabhängiger Geist, der nicht nur die Wiedergewinnung seines Örtchens einfädelte, sondern auch eine Truppenabteilung aus Pegu schlagen konnte, die zu seiner Abstrafung herbeigerufen worden war. Daraufhin strömten die Birmanen zu seiner Fahne und marschierten mit ihm nach Ava, das vor dem Jahresende 1753 den Eroberern wieder abgenommen wurde.
1754 erlitten die Peguaner eine bedeutende Niederlage bei Kyaukmyaung, woraufhin sie aus Rache den gefangenen König erschlugen. Der offensichtliche Thronerbe mahnte seine Ansprüche an und wurde von den Gwe Shan unterstützt. Alaungpaya jedoch leistete Widerstand und war entschlossen, seine eigene Vormachtstellung nicht zu verlieren. 1755 nahm er Dagon ein und nannte es Yangon („das Ende des Streits“). 1757 festigte er seine Position als einer der mächtigsten Monarchen Südostasiens durch die Eroberung von Pegu, obwohl diese von den Franzosen unterstützt wurden. Schon am 28. Juli 1757 schloss er einen Vertrag mit der Britischen Ostindienkompanie, den er als "König von Ava und Pegu" unterzeichnet und damit die Insel Negrais an die Kompanie zur alleinigen Nutzung abgibt. Zudem bekam die Kompanie weitreichende Handelsrechte im Reich eingeräumt, öffnete auf der anderen ihre Handelsplätze bis zur Koromandelküste den Birmanen. Im Gegenzug verpflichtete sich die Kompanie, dem König jährlich eine Menge Schießpulver zu liefern und ihn gegen Feinde zu Land und Wasser zu unterstützen.

Historisches Symbol Birmas unter der Konbaung-Dynastie

Schon im folgenden Jahr revoltierten die Peguaner, doch reagierte Alaungpaya mit der ihm eigenen Promptheit und schlug den Aufstand nieder. Die Europäer wurden verdächtigt, den Aufstand angestachelt zu haben. Anschließend gab es das Massaker von Negrais, bei dem im Oktober 1759 viele Briten ums Leben kamen, und das wohl seitens Alaungpaya gebilligt worden war. Gegen die Siamesen, die ebenfalls verdächtig waren, Aufstände von Pegu zu unterstützen und zu organisieren, ging Alaungpaya offener und strenger vor. Er drang in deren Territorium ein, belagerte Ayutthaya und erreichte gute Fortschritte.
Alaungpaya war ein Anführer, der eng mit seinen Truppen zusammenlebte und eine strenge Kontrolle ausübte. Bei der Überwachung eines Ladevorgangs einer Kanone vor Ayutthaya wurde er schwer verwundet, als die Kanone explodierte. Dies führte zum hastigen Rückzug der Birmanen. Alaungpaya starb, bevor die Truppen den Saluen erreicht hatten. Er wurde 46 Jahre alt, und sein kometenhafter Aufstieg währte nicht einmal acht Jahre. Sein ältester Sohn Naungdawgyi folgte ihm von 1760 bis 1763 auf den Thron.

### Der Goldene Brief

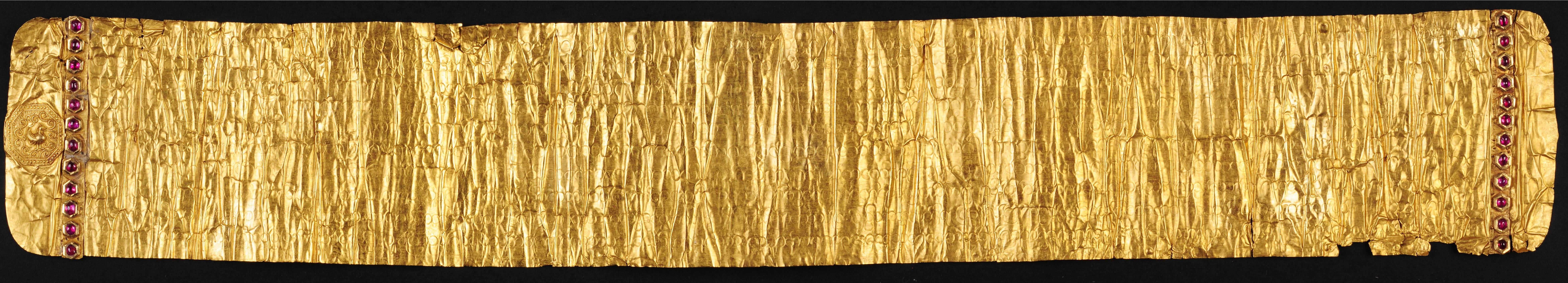
Der Goldene Brief von 1756

Im Jahre 1756 sandte Alaungphaya den Goldenen Brief an den englischen König Georg II. nach London, wo er aber erst zwei Jahre später ankam.
Der Goldene Brief misst 54,7 × 8,5 cm und ist 0,2 mm dick. Er ist auf Goldblech graviert und mit 24 Rubinen besetzt. Alaungphaya bot darin Georg II., bzw. der Britischen Ostindien-Kompanie einen befestigten Handelsstützpunkt in seinem Herrschaftsbereich an. Der Brief ist der einzige seiner Art.
In London wurde die Bedeutung des Schreibens allerdings missverstanden. Der Brief blieb deshalb unbeantwortet, aber Georg II. leitete ihn an seine Heimatbibliothek in Hannover weiter. Dort wurde er schließlich mit einer falschen Beschreibung archiviert und geriet so über fast 250 Jahre in Vergessenheit. Erst nachdem er 2006 wiederentdeckt wurde, gelang es Jacques Leider, einem Historiker und Südostasien-Experten der Pariser École française d’Extrême-Orient, ihn zu übersetzen, wodurch die tatsächliche kunsthistorische und geopolitische Bedeutung des Schreibens offenbar wurde. Der Goldene Brief wird in der Gottfried Wilhelm Leibniz Bibliothek in Hannover verwahrt.